# Baumgartenbrücke (Wien)

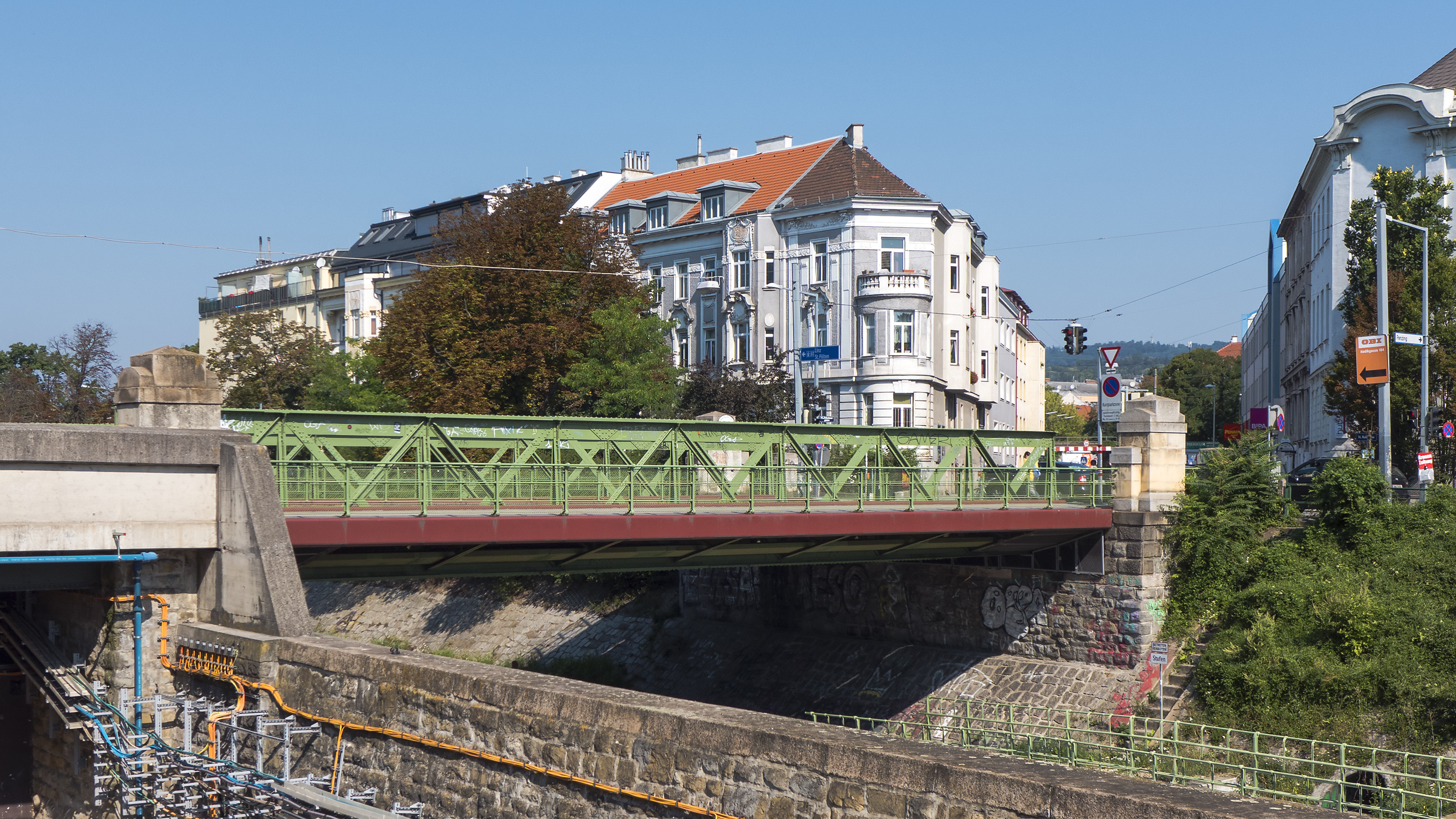
Baumgartenbrücke, Blick Richtung flussaufwärts; rechts die Zehetnergasse im 14. Bezirk

Die Baumgartenbrücke, benannt nach dem Bezirksteil Baumgarten im 14. Bezirk, ist eine Brücke über den Wienfluss. Sie verbindet die Wiener Gemeindebezirke Hietzing (13., St.-Veit-Gasse, Hietzinger Kai) und Penzing (14., Zehetnergasse, Hadikgasse) und ist eine der ältesten bestehenden Brücken in Wien und das letzte Parallelfachwerk Otto Wagners im äußeren Wiental. Die Brücke ist heute nur nordwärts, Richtung 14. Bezirk, befahrbar.

## Geschichte
Die Brücke stand in den 1870er Jahren im Nahbereich des Karlsplatzes. Anlässlich der Wienflusseinwölbung wurde das achtfeldrige Tragwerk dort abgebaut, um ein Feld gekürzt und 1898 am heutigen Standort neu aufgebaut. Ein weiteres Tragwerk über die zu dieser Zeit gebaute, zum Fluss parallele Stadtbahn, heute U4, kam auf der Hietzinger Seite dazu. Hier befindet sich seither die heutige U-Bahn-Station Unter St. Veit.
Die in Fließrichtung rechte Kaimauer des Wienflusses ist seit 1938 Grenze zwischen dem 13. und dem 14. Bezirk. Bis dahin hatte auch Baumgarten zum 13. Bezirk gehört.
Kriegsschäden wurden in den 1940er Jahren nur bedingt behoben, so hatte die Brücke bis Ende der 1980er Jahre eine Tragfähigkeit von nur 14 Tonnen. Die weiter stadtauswärts gelegene St.-Veit-Brücke war ähnlich, wurde aber 1987 als Umleitung für die Baustelle Westausfahrt neu gebaut.
In der Folge wurde für die Verkehrsorganisation im Westen Wiens ein leistungsfähiges gegenläufiges Einbahnsystem (St.-Veit-Brücke Richtung 13. und Baumgartenbrücke Richtung 14. Bezirk) geplant. Die Baumgartenbrücke war daher so umzubauen, dass sie für Brückenklasse I (höchste Belastungsklasse) geeignet war. Das war mit einem exzentrischen genieteten Fachwerk aus nicht schweißbarem Stahl eine Herausforderung. Durch das Skelettieren der Konstruktion blieben nur die beiden Fachwerksträger und einige Träger unter der Fahrbahnebene erhalten.
Durch den anschließenden Einbau eines modernen Tragwerks zwischen den Fachwerken und dazu neuen Gehwegen zu beiden Seiten der Brückenfahrbahn wurde eine Brücke hergestellt, die bei Aufrechterhaltung von Optik und Denkmalschutz weiterhin auf  Jahrzehnte allen Anforderungen des Verkehrs gewachsen sein sollte.